# Медіастратегія
Медіастратегія, яка використовується в галузях реклами чи цифрової дистрибуції (онлайн-мовлення), пов’язана з тим, як повідомлення будуть доставлені споживачам або галузевим ринкам. Це передбачає визначення характеристик цільової аудиторії і визначення характеристик засобів масової інформації, які будуть використовуватися для доставки повідомлень, з наміром вплинути на поведінку цільової аудиторії або ринку..Приклади таких стратегій сьогодні обертаються навколо підходу інтегрованих маркетингових комунікацій, за допомогою якого використовуються численні канали медіа, наприклад реклама, зв’язки з громадськістю, події, засобів прямого маркетингу тощо.

## Загальний огляд
Медіа — це засіб або інструмент, який використовується для вираження та передачі повідомлень цільовій аудиторії.  Існують різні типи медіа, включаючи візуальні медіа, аудіоматеріали, діджитал-змі та інші. Вони також можуть накладатися один на одного, телебачення є типовим прикладом аудіовізуального медіа. 
Водночас стратегія — це план, створений для того, щоб допомогти людині чи організації досягти певних цілей. 
Медіастратегія, зокрема, зазвичай застосовується у зв’язках з громадськістю, маркетингу та рекламі. Використовуючи різні форми медіастратегії, вона може ефективно впливати на встановлення хороших стосунків із клієнтами, формування гідного іміджу бренду, покращення вирівнювання доходів від продажів тощо.

## Етапи
У процесі створення медіа-стратегії є три етапи побудови стратегічної структури: 
- ініціація,
- дифузія,
- зрілість [3]

Кожен етап матиме власний фокус. 
Етап ініціації є найпоширенішим, через який проходять більшість компаній, розробляючи медіастратегії. Він допомагає людям визначити цільову демографію та відповідний найкращий канал шляхом первинного та вторинного досліджень. Результати дослідження допоможуть зрозуміти цільову аудиторію на більш глибокому рівні та уникнути деяких потенційних ризиків, а також дорогих втрат до впровадження.  Проведення дослідження є ключовим кроком, який допоможе особам, які приймають рішення, розкрити приховану сторону ринку та краще зрозуміти поведінку споживачів відповідно. 
Після визначення цільової аудиторії та медіа-каналу компанії налаштовані на досягнення мети на етапі дифузії.  На цьому етапі постає питання, якого конкретного результату прагнуть досягти за допомогою медіастратегії, яка може бути дуже різноманітною для різних сторін. Наприклад, некомерційні організації, як правило, підвищують обізнаність громадськості за допомогою добре розробленої медіастратегії, тоді як державні компанії піклуються про те, скільки прибутків буде виведено з медіастратегії. 
Нарешті, на стадії зрілості основним фокусом стає не мета, а моніторинг. Відстеження того, що відбувається на платформах соціальних медіа, швидше за все, дасть значну інформацію, яку не можна знайти на жодному з попередніх етапів. 

## Види стратегій
Медіастратегії, залежно від різних її параметрів, можна поділити на декілька видів

### Медіастратегії за географією
1. Локальні — орієнтуються на аудиторію, що знаходиться на порівняно невеликій локації, в одному місті або навіть в окремому районі міста. Такі стратегії зазвичай використовують компанії із жорсткою прив’язкою до офлайн-точки, наприклад, немережеві кафе.
2. Регіональні охоплюють жителів окремої області чи кількох областей. Регіональні кампанії часто трапляються у харчовій промисловості, коли продукція бренду не дистрибутується до інших регіонів.
3. Загальнонаціональні, орієнтовані всіх жителів країни. Рекламні ролики, які показують на центральних телеканалах, є складовими загальнонаціональних рекламних стратегій.
4. Міжнародні охоплюють кілька країн. Сюди належать, наприклад, брендингові стратегії торгових марок глобальних компаній.

### Медіастратегії за розміром цільової аудиторії
1. Масові – стратегія рекламної кампанії, розрахованої на всі категорії клієнтів.
2. Нішеві – розраховані на окремий сегмент цільової аудиторії, наприклад — залучення любителів лижного спорту до гірськолижного курорту.

### Рекламні медіастратегії за метою
Є кілька основних цілей, які мають рекламні кампанії:
- запуск бренду чи продукту;
- формування іміджу;
- стимулювання попиту;
- підтримка лояльності.

Як правило, рекламна стратегія – глобальний план, який не обмежується однією з цих цілей. 

## Приклад використання
Old Spice, американський бренд засобів для догляду для чоловіків, досяг величезного маркетингового успіху, організовуючи кампанії в соціальних мережах для правильної цільової соціальної групи.  Попри те, що чоловіки є безпосередніми споживачами продуктів Old Spice, вони рідко купують їх самі, тоді як жінки є фактичними покупцями. З точки зору таких результатів дослідження, Old Spice пристосувала серію кампаній у соціальних мережах, щоб залучити жінок-споживачів і, нарешті, призвела до різкого зростання продажів.  Таким чином, медіастратегія може бути особливо корисною та приносити прибуток, якщо вона реалізована для правильних цільових аудиторій, а проведення досліджень є ефективним підходом для перевірки цільової групи. Озираючись назад до справи Old Spice, стратегія соціальних медіа полягає не лише у створенні мережевих ефектів і вірусного впливу. Кінцева мета полягає в тому, щоб точно визначити найбільш відповідний засіб для охоплення цільової аудиторії та, таким чином, ефективно передати повідомлення. 

## Дивись також
- Маркетинг у соціальних мережах
- Маркетингова стратегія
- Цифровий маркетинг